# 水道水フッ化物添加
水道水フッ化物添加（すいどうすいフッかぶつてんか、英語: water fluoridation）とは、フッ素の化合物（フッ化物）を上水道中に添加し、多数の住民を対象として虫歯を予防する手法。北アメリカとオーストラリアでは、多くの自治体が安価な費用で効果を期待できるとの考えにより、水道水へのフッ化物添加を実施している。アイルランドでは国の法律で水道水フッ素化を義務づけている。2007年現在、アメリカ合衆国住民の66%が、フッ化物を添加された上水道を供されている。（水道水）フロリデーション、水道水フッ化物濃度調整、フッ化物濃度調整水、水道（水）フッ素化、水道水フッ素添加、フッ素水道、水道水フッ素むし歯予防とも呼ばれる。
2014年、日本口腔衛生学会用語委員会は、water fluoridation、fluoridation waterに対する訳例として、水道水フッ化物濃度調整、水道水フロリデーション、フッ化物濃度調整水を挙げ、現代用いられていない訳例として水道水フッ化物添加、水道水フッ素化を挙げた。

## 添加成分
北米の水道局ではヘキサフルオロ珪酸ナトリウム等 のフッ化物を0.7〜1.2ppmの濃度で添加している。これらのフッ化物は化学肥料や食品添加物の製造過程においてできる副産物であり、リン酸塩（リン鉱石）から脱フッ素化させて精製される。フッ化ナトリウム（NaF）、モノフルオロリン酸ナトリウム（"SMFP" or "MFP", Na2FPO3）、フッ化第一スズ（"フッ化スズ", SnF2）、フッ化アミン等は一般的な歯磨き粉の材料として知られている。

## 歴史

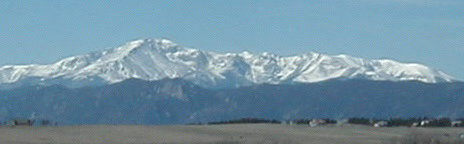
コロラド州のパイクス山（東方から）

フッ化物の歴史については、専門書に詳しいが、ここでは簡潔に記述する。
19世紀のヨーロッパにおいて、フッ化物がう蝕（虫歯）の予防に効果的であるという議論がなされていたが、水道水へのフッ化物の添加は歯科医のフレデリック・マッケイの研究に依拠するところが大きい。フレデリック・マッケイはコロラド州において当時コロラド褐色斑と呼ばれる、コロラド地方の子供達の間でみられた歯の茶色い染みの調査に関わった。1909年にマッケイによって診られた2945人の子供の87.5%に茶色の染みや斑点が見られた。それらの子供達はロッキー山脈のパイクス山の地域に住んでいる子供達に限られていたという。茶色の染みがあり、見た目にも健全な歯には見えなかったが、茶色い染みのある歯をした子供達は他の地域の白い歯をした子供達よりも虫歯の発生率が低かったという。グリーン・バーディマン・ブラックがこのことに注目したことで、歯科医や歯科の専門家達の間でコロラド褐色斑に対して大きな関心が寄せられるようになった。

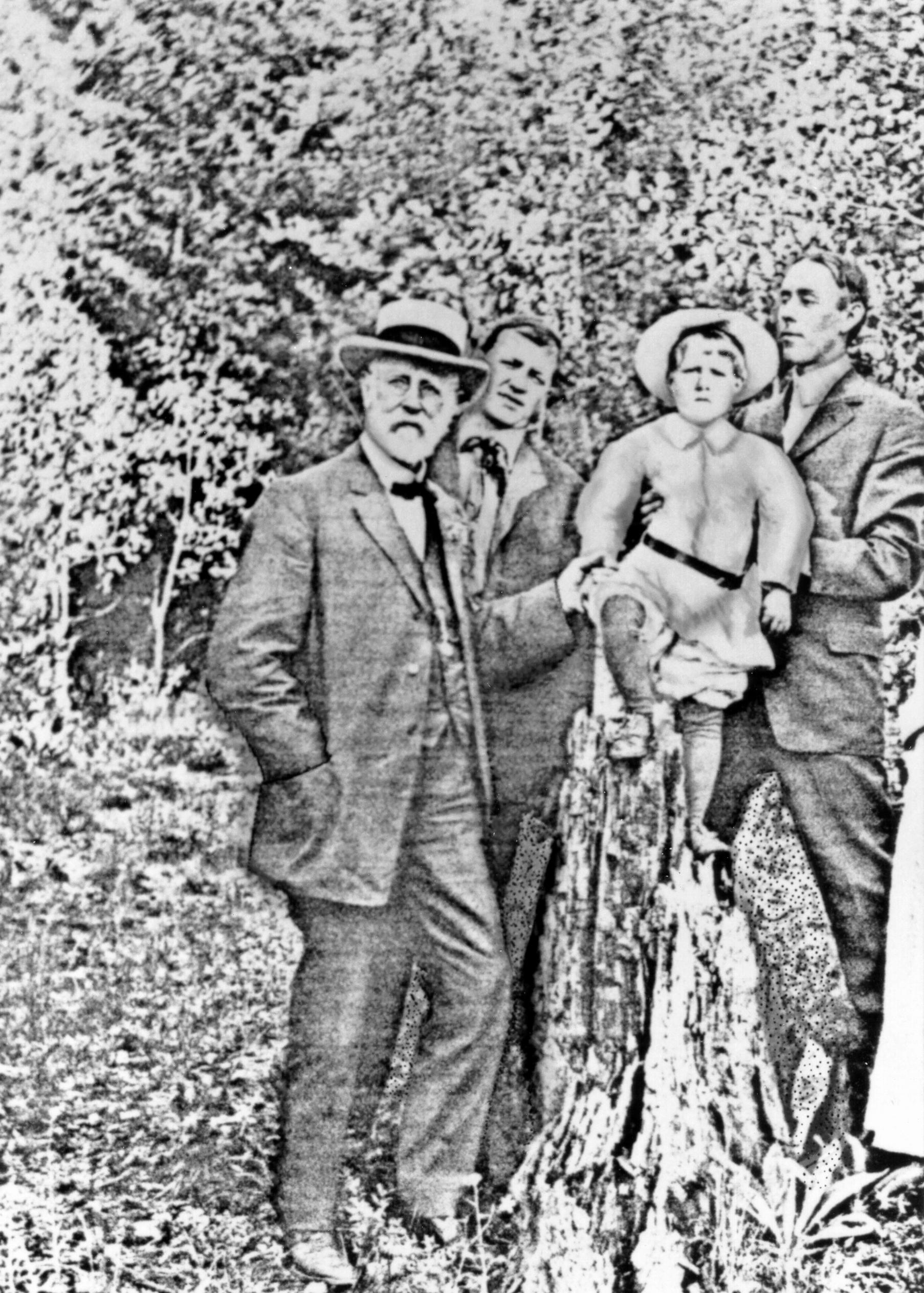
コロラド褐色斑を調査したブラック医師（左）とマッケイ医師（右）

研究の初期段階では歯の茶色い染みは栄養失調や豚肉、牛乳の摂取過多、ラジウム汚染、当地で手に入る水のカルシウム不足等の仮説が唱えられた。1931年には、コロラド褐色斑の原因が、当地で手に入る飲料水のフッ化物濃度（2 - 13.7ppm）にあることが明らかとなった。パイクス山周辺の岩石には氷晶石というフッ化物を含む物質が存在しており、雨や雪解け水が氷晶石のフッ素化合物を取り込みながら川を流れ、飲料用水として取水されたと考えられている。
その後、フッ化物濃度の安全基準に関する調査が開始された。この調査の目的は二つあり、一つはパイクス山に住む住民のコロラド褐色斑（現在では歯のフッ素症と呼ばれる）の発生を抑える事であり、もう一つが水道水に低濃度のフッ化物を加えて多くの人々の虫歯予防に役立てることであった。

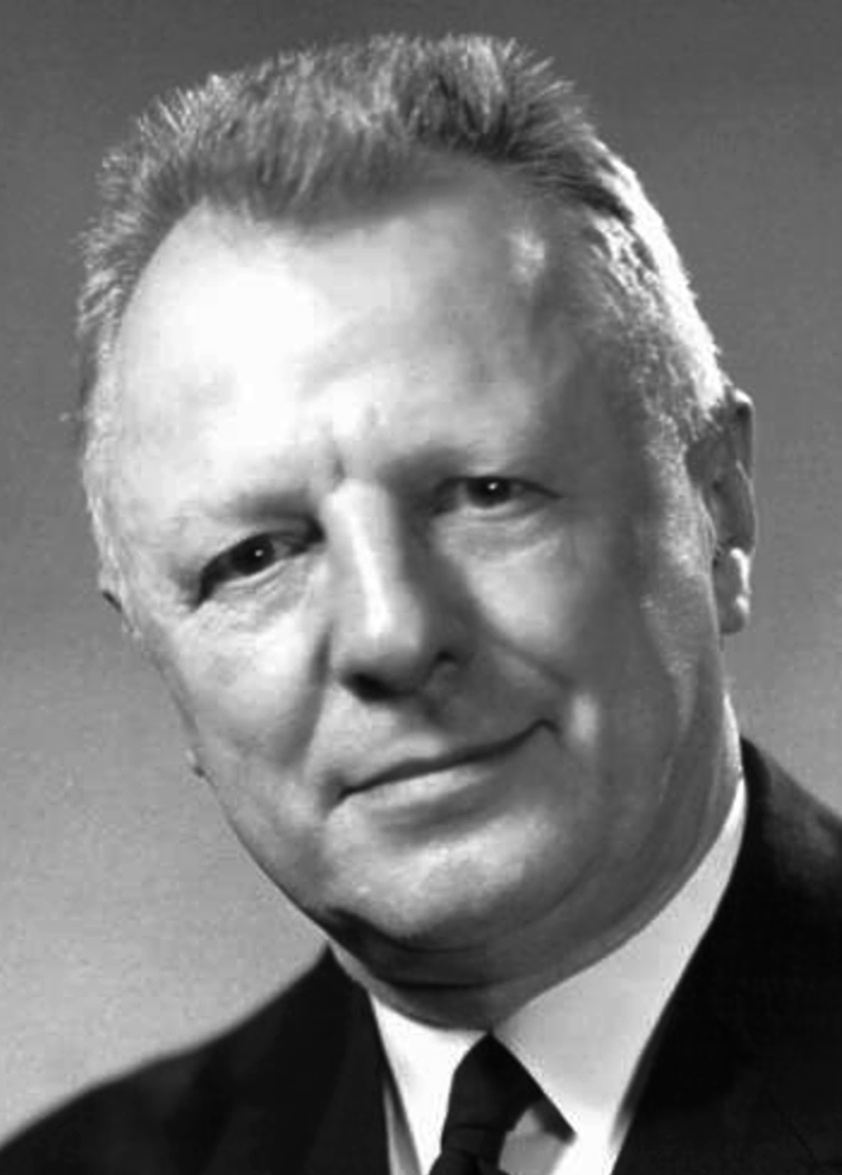
トレンドリー・ディーンは、1931年に、フッ化物の毒性の研究を始めたが、うっかりとしたことに、1950年までに、虫歯予防効果を見つけてしまった。

1934年に、米国公衆衛生局の歯科医官である歯科医師トレンドリー・ディーンによって飲料水における最適なフッ化物濃度を調べる疫学研究が行われた。彼はコロラド州、イリノイ州、インディアナ州そしてオハイオ州などの21都市の7000名に上る子供を調査して、フッ化物と虫歯の関係を研究し、結果を1942年に公表した。それによると、歯のフッ素症を防ぎながら、一方で虫歯を予防できるフッ化物の最適含有量は1ppmであると結論付けられた。1939年にはジェラルド・コックス博士はフッ化物に関する研究を行い、口内衛生を向上させることを目的として飲料水や牛乳、瓶詰め飲料水等にフッ化物を添加することを提案した。1937年の段階では既にアメリカ先住民族に対して行った研究資料を分析した歯科医師ヘンリー・クレインとキャロル・パーマーによって、フッ化物の摂取と虫歯の予防の可能性が予想されていた。クレインは後（1937年 - 1941年）に一連の研究において、米国公衆衛生局ではまだ重要視されていなかった、小児の歯の発生上の発見と、虫歯の有病割合の疫学調査における課題をまとめた。
1940年代半ばにはフッ化物を実際に水道に添加している都市としていない都市で比較が行われ、フッ化物の有効性が調査された。ミシガン州のマスキーゴンとグランドラピッズ（1945年1月25日に世界で初めてフッ化物を水道に添加した都市）が1つ目の比較都市の組であり、そのほかにニューヨーク州キングストンとニューバーグ、イリノイ州オークパークとエバンストン、カナダ・オンタリオ州サーニアとブラントフォードが比較都市として組み合わされた。これらの比較調査の結果、フッ化物を添加した水道を供している都市において虫歯の発生率が低くなるということが判明した。

## 議論
水道水フッ化物添加は、時折議論となる。水道水フッ化物添加の支持者らは、水道水フッ化物添加は食塩をヨウ素で強化すること、牛乳にビタミンDを添加すること、そしてオレンジジュースにビタミンCを添加することと同様のことであり、また虫歯を予防し、生涯にわたり口腔保健を向上する、効果的方法であると主張している。これに反対するグループは、水道水フッ化物添加は健康に歯のフッ素症、骨肉腫、骨粗鬆症といった害をもたらし、これらによる害は意図している恩恵より大きいと主張している。またある反対派は、フッ化物を上水道に添加することは、個人の摂取する物質の選択を奪う集団投薬であると主張している。

### 様々な団体の見解

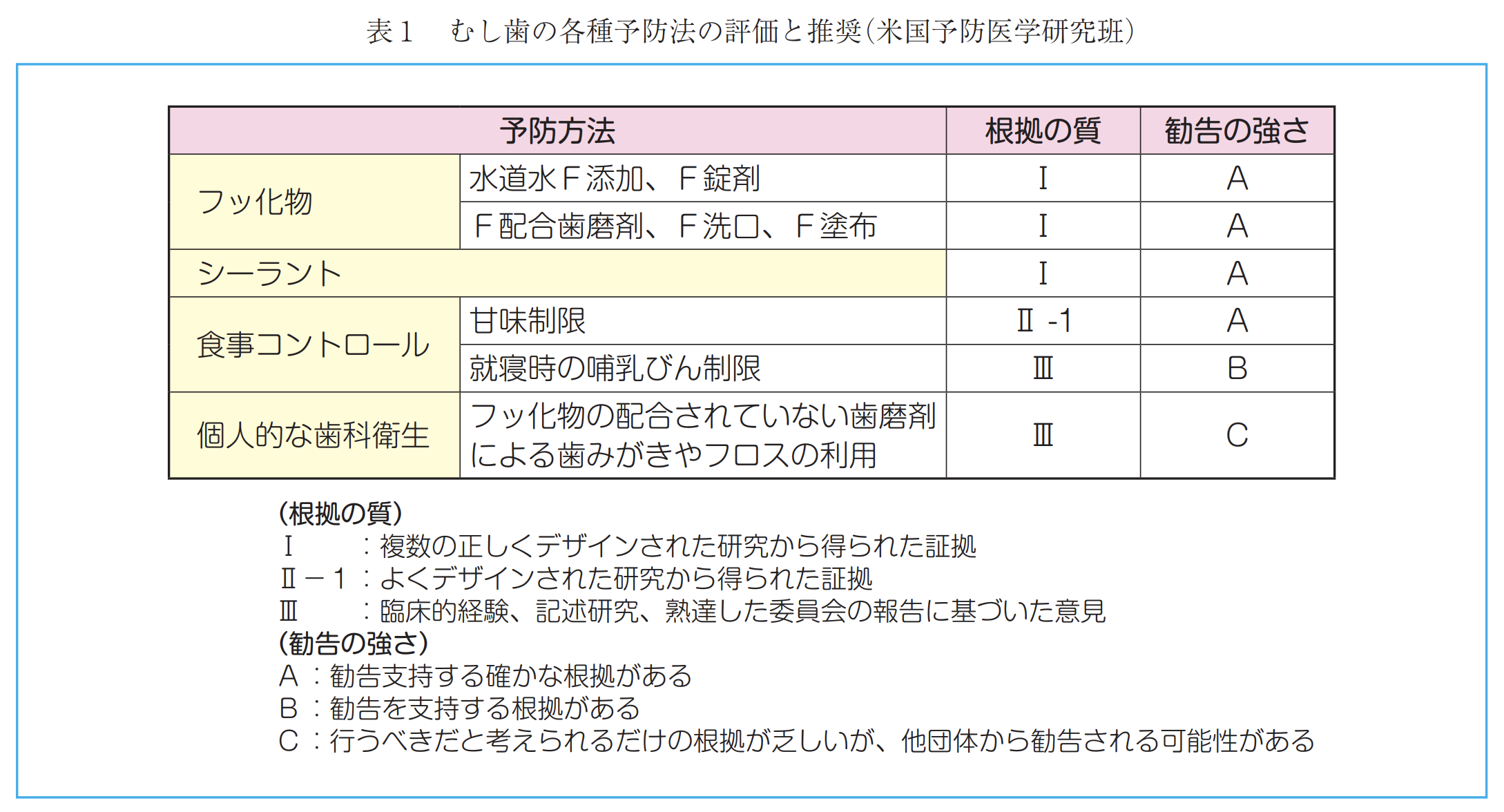
フッ化物応用は、確かなエビデンスをもつ虫歯予防法である

現在の医学研究団体や歯科研究団体の見解をよそに、水道水フッ化物添加には、賛否両論の議論がある。公衆衛生機関の見解は水道水フッ化物添加を支持しており、たとえばWHOは「適切な量の水道水フッ化物添加やフッ化物塗布は、虫歯の予防に多大な利益がある」という見解を表明している。
アメリカ合衆国の医務総監(en:Surgeon General of the United States)は、次のように述べている。「地域の飲料水をフッ素化することは、地域において虫歯を予防するための、コストが安く、効率が大きく、公平であり、安全な手段である」。
アメリカ疾病予防管理センターCDCは、水道水フッ素化について、次のように述べている。「飲料水をフッ素化することは、20世紀における公衆衛生上の10の偉大な業績のうちの1つである。地域の飲料水をフッ素化することは、過去60年以上にわたって、虫歯の発生率を下げる主要な要因であり続けている」。またCDCは、多様なフッ素暴露を受けている状況では、一般的に広範な人々を対象とする戦略として、費用対効果は疑問であると報告している。
アメリカ歯科医師会ADAは、次のように述べている。「1950年より、アメリカ歯科医師会は、水道水フロリデーションは、虫歯を防ぐための、安全で、効果的で、必要な方法であるとして推奨している」。米国では、人口の60%以上の地域で、水道水フッ化物添加が行われている。水道水フッ化物添加地域は、毎年、広がっている。
カナダ医師会の定期健診対策班は、水道水フッ化物添加は、虫歯予防のための最も効果的で、公平で、効率的な手段であるとしている。
公衆衛生機関以外の見解はさまざまである。健康面への懸念、住民の合意が得られるのかという懸念、さらに、フッ化物を添加した水を飲まなくとも、通常の生活を送ることによって（歯磨きをする等）フッ化物が取り込まれることから、フッ化物の添加を取りやめたり、添加をしないことを決めた自治体や政府もある。
日本弁護士連合会は、ADAは、カリエスリスクが低度の個人に対しては「フッ化物の局所応用による利益はおそらく得られないであろう」としている、と主張しているが、当該の出典はJADA(アメリカ歯科医師会雑誌)に掲載された論文でありADAの主張ではない。ADAは、次のように述べている「1950年より、アメリカ歯科医師会は、水道水フロリデーションは、虫歯を防ぐための、安全で、効果的で、必要な方法であるとして推奨している」。

### 摂取量低下に関して

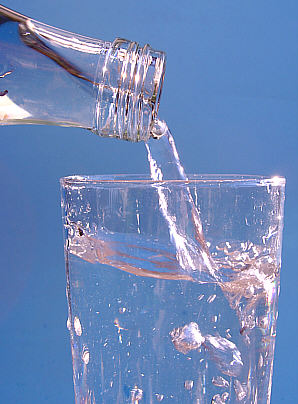
水道水フッ化物添加地域の人々が、水道水ではなくボトル詰めの水を利用することで、フッ化物の摂取量が少なくなる場合がある。

近年、ボトル詰めの水が多く消費されることから、一部の歯科医師はフッ素化合物の摂取量が少なくなってしまうと懸念を表明している。フッ化物を添加したボトル詰めの飲料水も一部では販売されているものの、ほとんどのブランドには添加されておらず、またフッ化物の添加が施されているかどうかはラベルに記載されていないためである。よってフッ化物を添加した水道水ではなくボトル詰め飲料を飲むことで、フッ化物の摂取期待値に達しない場合があるという。

## 事故
米国では、水道水フッ化物添加設備の不調が度々生じている。おそらく、米国における最悪の事故は、1992年のアラスカ州フーパー湾にて生じたものであろう。水道水フッ化物添加装置の故障により大量のフッ化物が飲料水中に添加され、296人が中毒となり、1人が死亡した
。これは水道水フッ化物添加によるフッ化物中毒が原因の最初の死亡報告例である。
現在、この事故の原因は解明されており、再発防止策として水道水にフッ化物を添加する装置の電源系統に改善が施されている。したがって現在のフロリデーションのシステムにおいて、同様の事故が再発する可能性は極めて低いと思われており、実際にこの1992年の事故以来、同様の事故は生じていない。

## 大衆文化
水道水フッ化物添加は、大衆文化においてもみられることがある。スタンリー・キューブリック監督は1964年の映画『博士の異常な愛情 または私は如何にして心配するのを止めて水爆を愛するようになったか』にて、水道水フッ化物添加は共産主義者の陰謀であるという都市伝説を風刺している。映画『陰謀のセオリー』でのメル・ギブソンのセリフには、「政府が水にフッ化物を入れるのは、私たちの意思を削ぐためだ」というものがある。

## 日本での実施例
1952年2月、フッ化物濃度0.6mg/Lで京都市の山科上水道において実験的に開始された。フロリデーションは、当初提示された計画期間より 1 年長く継続され、1965年2月に終了した。
1967年、三重県歯科医師会が中心となって三重県朝日町において1971年まで6 年半にわたり実施された。この事業は、地域の歯科医師会が積極的にプロモーションを行って実現された。
群馬県甘楽郡下仁田町にある下仁田町役場では、2000年代から水道水フッ化物添加が限定的に利用されている。
2019年6月6日、吉田学医政局長が、厚生労働委員会にて、「フロリデーション、これは日本では行われておりません」と答弁している。また、各地に点在する在日米軍基地においてフロリデーションが実施されている。

## 推奨書籍
- フロリデーション・ファクツ(2005) ISBN 9784896052152
- フロリデーション・ファクツ2018（日本口腔衛生学会）ISBN 9784896053685